# Ruta Nacional 48 (Colombia)
La Ruta Nacional 48 es una carretera de tipo transversal que actualmente inicia en Ansermanuevo, (departamento de Valle del Cauca) y finaliza en Cartago, (departamento de Valle del Cauca).
La ruta fue establecida por la Resolución 3700 de 1995 del Ministerio de Transporte (La cual modificaba la Resolución 830 y 9300 de 1992 del Ministerio de Obras Públicas) con un trayecto inicial que atraviesa Nóvita - San Pedro de Ingará - Galápagos - El Amparo (cruce ruta 25A) / Ansermanuevo - Cartago. no obstante, con la Resolución 339 de 1999 y la Red Vial Nacional establecida por el INVIAS, su trayecto fue redefinido y actualmente atraviesa Ansermanuevo - Cartago.
Actualmente se encuentra conformada por 1 tramo con una longitud aproximada de 11,9 km, los cuales se encuentran a cargo del INVIAS. Del total de la ruta, 10,14 km. aproximados se encuentran pavimentados (0 km. en buen estado, 2.54 km en estado regular, 7.61 km. en mal estado) y 1,76 km. se encuentran sin analizar por el INVIAS o se encuentran en proceso de intervención.
La ruta hace parte de la ruta alterna a la Troncal de Occidente según Decreto 1735 de 2001.

## Descripción de la Ruta
La Ruta posee una longitud total de 11,90 km. aproximadamente dividida de la siguiente manera:
La ruta estaba dividida de la siguiente manera:

### Ruta Actual[1]
| Código | Tipo  | Recorrido              | Clasificación SINC                 | PR Inicial | PR Final | Longitud km. |
| ------ | ----- | ---------------------- | ---------------------------------- | ---------- | -------- | ------------ |
| 4803   | Tramo | Ansermanuevo - Cartago | Alternas a la Troncal de Occidente | 0+0000     | 12+0000  | 11,90        |

- Total kilómetros a cargo de INVIAS: 11,90 km.
- Total Kilómetros en concesión por la ANI: 00,00 km.
- Total Kilómetros en concesión departamental: 00,00 km.
- Total tramos (incluido tramos alternos): 1
- Total pasos o variantes: 0
- Total ramales: 0
- Total subramales: 0
- Porcentaje de vía en Doble Calzada: 0%
- Porcentaje de Vía sin pavimentar: 0%

### Ruta eliminada o anterior[1]
| Código | Tipo  | Recorrido                       | Situación Actual |
| ------ | ----- | ------------------------------- | --- |
| 4801   | Tramo | Nóvita - San José del Palmar    | - Carretera inexistente (Nóvita - Currundo) - 4801 Carretera secundaria departamental (Currundo - San José del Palmar)                                 |
| 4802   | Tramo | San José del Palmar - El Amparo | - 4802 Carretera secundaria departamental (San José del Palmar - Alto Galápagos) - 4802 Carretera terciaria departamental (Alto Galápagos - El Amparo) |
| 48VL01 | Ramal | Ramal a El Cairo                | - 48VL01 Carretera terciaria departamental |

## Municipios
Las ciudades y municipios por los que recorre la ruta son los siguientes:
Convenciones:
- Fondo Azul : Recorrido actual.
- Fondo Gris : Recorrido anterior.
- Negrita: Cabecera municipal.
- Texto azul: Ríos.
- Texto verde: Parques nacionales.

| Tramo | Municipio           | Recorrido | Departamento    |
| ----- | ------------------- | --- | --------------- |
| 4801  | Nóvita              | Nóvita; Área Rural no definida. | Chocó           |
| 4801  | San José del Palmar | Área Rural no definida; Curundo; Guayacana; Chapinero; San Pedro de Ingara; Valencia; La Italia; Río Avita; La Lomita; La Badea; San José del Palmar. | Chocó           |
| 4802  | San José del Palmar | San José del Palmar; El Tabor; El Amparo. | Chocó           |
| 4802  | El Cairo            | El Crucero (Acceso 48VL01 a El Cairo); La Carbonera.                                                                                                  | Valle del Cauca |
| 4802  | Argelia             | La Marina (Acceso 23VL13-9 a Argelia). | Valle del Cauca |
| 4802  | Ansermanuevo        | Las Partidas (Acceso 23VL13-10 a El Embal); El Placer; Ansermanuevo (Acceso 23VL12 a Lusitania).                                                      | Valle del Cauca |
| 4803  | Ansermanuevo        | Ansermanuevo; Cruce Ruta 23 (Cruce 2302 ); Anacaro; Río Cauca.                                                                                        | Valle del Cauca |
| 4803  | Cartago             | Aeropuerto Santa Ana; Cartago. | Valle del Cauca |

## Concesiones y proyectos
Actualmente la ruta no posee kilómetros entregados en Concesión para su construcción, mejoramiento y operación.

### Concesiones y proyectos futuros
| Código | Sector                             | Tipo            | Cód. proyecto | Nombre Proyecto                       | Concesionaria | Unidad Funcional | Etapa             | PR Inicial | PR Final | Longitud km. |
| ------ | ---------------------------------- | --------------- | ------------- | ------------------------------------- | ------------- | ---------------- | ----------------- | ---------- | -------- | ------------ |
| 4801   | Nóvita - San José del Palmar       | Proyecto INVIAS | ED004         | Estudios y diseños - Cartago - Nóvita | Sin Definir   | Sin Definir      | Proyecto Estudios | NA         | NA       | NA           |
| 4802   | San José del Palmar - Ansermanuevo | Proyecto INVIAS | ED004         | Estudios y diseños - Cartago - Nóvita | Sin Definir   | Sin Definir      | Proyecto Estudios | NA         | NA       | NA           |
| 4803   | Ansermanuevo - Cartago             | Proyecto INVIAS | ED004         | Estudios y diseños - Cartago - Nóvita | Sin Definir   | Sin Definir      | Proyecto Estudios | NA         | NA       | NA           |